# Gérard Conac
Gérard Conac (n. 18 februarie 1930, Vorey, Auvergne, Franța – d. 30 decembrie 2016, Brussel, Comunitatea Francofonă din Belgia⁠(d), Belgia) este un jurist francez, membru de onoare al Academiei Române (din 1997).